# Planet Crafter
The Planet Crafter oder vereinfacht Planet Crafter ist ein Survival-Spiel des französischen Entwicklerstudios Miju Games.

## Spielinhalt
Zentrale Mechanik des Spiels Planet Crafter ist das Terraforming. Zu Beginn des Einzelspieler-Spiels landet der Spieler auf einem unwirtlichen Planeten, auf dem er überleben und den er nach und nach bewohnbar machen muss. Planet Crafter ist ein Open-World-Spiel, der Spieler kann den Planeten frei erkunden und dabei z. B. Höhlen und die Wracks abgestürzter Raumschiffe erkunden. Das Spiel beinhaltet ein Crafting-System, welches es dem Spieler erlaubt, verschiedene Gegenstände und Objekte herzustellen. Der Spieler muss eine Stromversorgung errichten, um dann mittels Geräten wie Bohrern, Heizeinheiten und Vegetationsröhren Druck, Temperatur sowie Sauerstoffgehalt in der Atmosphäre des Planeten zu erhöhen. Im Laufe des Terraforming-Prozesses verändert sich die Spielwelt, beispielsweise entstehen Seen und es wachsen verschiedene Pflanzen. Dadurch eröffnen sich dem Spieler neue Spielmechaniken und neue Areale des Planeten (indem beispielsweise abschmelzendes Eis neue Gebiete zugänglich macht).

## Entwicklung
Die Entwicklung des Spiels Planet Crafter ist ein Zwei-Personen-Projekt. Verwendet wird die Unity-Engine. Aufgrund der Ähnlichkeit vieler Spielmechaniken wird Planet Crafter oft mit dem Spiel Subnautica verglichen, die PC Games spricht von „Subnautica ohne Wasser“, für das Magazin GameStar ist das Spiel „Subnauticas kleiner Bruder“.
The Planet Crafter wurde am 24. März 2022 als Early-Access-Titel auf der Plattform Steam veröffentlicht. Eine kostenlose Demo steht zum Download zur Verfügung.
Das Spiel soll ein bis zwei Jahre im Early-Access-Status verbringen. In dieser Zeit soll das Spiel weitere Updates erhalten, darunter z. B. kleinere Lebensformen und Fauna.

## Rezeption
Wie in der Fachpresse rezipiert wurde, erhielt The Planet Crafter nach der Veröffentlichung bemerkenswert gute Spielerbewertungen auf Steam.